# Nerwica konwersyjna
Nerwica konwersyjna, nerwica histeryczna, czasem diagnozowana również jako histeria – nazwa jednostki chorobowej, o niejednolitej w skali światowej definicji z powodu niejednolitych standardów diagnozowania, odejścia od jednostronnego definiowania nerwic oraz zmniejszającej się rzeczywistej dokładności diagnozy w tej dziedzinie.

## Klasyfikacja
Określenia: histeryczny, konwersyjny czy nerwicowy, mogą towarzyszyć licznym (jeśli nie wszystkim) znanym jednostkom chorobowym z zakresu psychiatrii. Wypracowywuje się nowe standardy kodowania diagnoz w tej dziedzinie.

## Historia
Dawne definicje nerwicy konwersyjnej (różne zależnie od klasyfikacji i bywa, że wzajemnie obszarami się wykluczające):
- Zaburzenie, w którym główną cechą jest zwykle krótkotrwała strata albo modyfikacja w funkcjonowaniu organizmu, która sugeruje fizyczne zaburzenie, ale która w rzeczywistości jest jedynie bezpośrednim wyrażeniem konfliktu lub silnej potrzeby psychologicznej. Czasem towarzyszące objawy od groźnych do nieistotnych[1].
- Stan, w którym pomimo braku przyczyn somatycznych występują symptomy chorób, czasem pojawiające się w sytuacjach lękowych, stresowych. Do najczęstszych należą: psychogenne dreszcze, bóle głowy, bóle żołądka, czasem objawy sugerujące chorobę wrzodową.
- Jedna z nerwic dawniej często diagnozowana u dzieci i młodzieży, zdarza się, że charakteryzująca się ucieczką w chorobę somatyczną.
- Dolegliwości somatyczne i jednocześnie niemożliwość wskazania ich przyczyn czasem z symptomami ze strony układu autonomicznego (np. drżenie, zaczerwienienie, przyspieszona bicie serca), układu pokarmowego lub oddechowego (np. kaszel, hiperwentylacja).
- W psychoanalizie Zygmunta Freuda, nerwica histeryczna zaliczana jest do psychonerwic, Freud uznawał, iż objawy somatyczne mogą mieć symboliczne znaczenie[2], co można interpretować jako realizację równowagi pomiędzy chęcią działania wynikającą z instynktu, popędu, a dostępnymi siłami psychicznymi, których niedostatek może tę chęć ograniczać.